# Halfverharding
Een halfverharding bestaat uit onsamenhangend materiaal dat meer draagkracht levert dan de originele grond. Voorbeelden van verhardingsmaterialen zijn grind, gebroken puin (menggranulaat) en gebroken natuursteen.
Halfverhardingen zijn goedkoop in aanleg en onderhoud, maar vereisen wel vaker onderhoud dan elementenverharding of gesloten verharding. De draagkracht is aanzienlijk minder dan deze laatstgenoemde verhardingstypen.
Naast de losgestorte halfverharding is er ook de gebonden halfverharding. Voordeel hiervan is een veel hogere draagkracht dan bij losgestort materiaal, voorts heeft de gebruiker/weg beheerder geen last van het uitrijden van klein materiaal en het ontstaan van gaten. 